# بخش گهرباران
بخش گهرباران یکی از بخش‌های شهرستان میاندورود در استان مازندران ایران است.

## جمعیت
براساس سرشماری مرکز آمار ایران در سال ۱۳۹۵، جمعیت بخش گهرباران ۱۴٬۷۵۰ نفر بوده‌است.

## تقسیمات کشوری
بخش گهرباران از دو دهستان تشکیل شده‌است:
- دهستان گهرباران شمالی
- دهستان گهرباران جنوبی